# Абиетиновая кислота
Абиетиновая кислота (от лат. abies — ель), сист. 13-изопропилподокарпа-7,13-диен-15-овая кислота — одна из основных смоляных кислот. В природе встречается в составе смолы хвойных, основной компонент канифоли и янтаря. Её относят к дитерпеновой трициклической группе природных соединений (соединения, полученные из четырёх изопреновых фрагментов). Это аморфное или кристаллическое вещество насыщенно-жёлтого цвета. Растворима в большинстве неполярных растворителей и уксусной кислоте, в воде нерастворима.
Получают из смолы деревьев хвойных пород путём изомеризации структурно подобных соединений и последующей обработки смеси.
При нагревании с уксусной кислотой дитерпеновые кислоты канифоли: пимаровая, левопимаровая и др. изомеризуются в абиетиновую.

## Применение
В чистом виде применяется при производстве сиккативов, лакокрасочных материалов, эмульгаторов. Спирты этой кислоты (абиетол, дигидроабиетол) применяют в производстве мыла (так называемого смоляного, используемого в ситцепечатании), косметике. Соли кислоты называют абиетатами и используются как загустители олифы, мыла. Также используется при изготовлении парфюмерии.

## Безопасность
Является слабым контактным аллергеном.